# Suka Rami (Pemulutan)
Suka Rami is een bestuurslaag in het regentschap Ogan Ilir van de provincie Zuid-Sumatra, Indonesië. Suka Rami telt 1155 inwoners (volkstelling 2010).